# China Open 2019 (Tennis)
Die China Open 2019 finden vom 30. September bis 6. Oktober 2019 im Olympic Green Tenniszentrum in Peking statt. Bei den Männern sind sie Teil der ATP World Tour 500, bei den Damen handelt es sich um ein WTA-Premier-Mandatory-Turnier.

## Herren
→ Qualifikation: China Open 2019 (Tennis)/Herren/Qualifikation

## Damen
→ Qualifikation: China Open 2019 (Tennis)/Damen/Qualifikation